# Rho Geminorum
Rho Geminorum (ρ Gem, ρ Geminorum) è un sistema stellare della costellazione dei Gemelli. Di magnitudine apparente 4,18, dista circa 59 anni luce dal sistema solare.

## Osservazione
La stella è individuabile a circa 5 gradi a ovest di Castore, e la si può osservare da tutte le aree abitate della Terra, ma principalmente dall'emisfero boreale: la sua declinazione, pari a circa 31°N, fa sì che alle latitudini scandinave sia circumpolare, mentre alle latitudini medie europee, mediterranee, statunitensi e dell'Asia centrale resti ben visibile per gran parte delle notti dell'anno, in particolare da ottobre a metà giugno. Essendo di magnitudine 4,18, la si può osservare anche dai piccoli centri urbani, sebbene un cielo non eccessivamente inquinato sia maggiormente indicato per la sua individuazione. Il periodo migliore per la sua osservazione ricade nei mesi dell'inverno boreale, che corrispondono ai mesi estivi dell'emisfero australe della Terra.

## Componenti
La stella principale del sistema, Rho Geminorum A, è una stella di classe spettrale F0V, un po' più calda e massiccia del Sole, avente una massa 1,35 volte quella solare e un raggio del 65% superiore a quello del Sole.
Nella letteratura del passato sono state elencate quattro compagne visuali, tuttavia non tutte sono effettivamente legate ad essa, come ad esempio WDS 07291+3147 C, che si è rilevata essere una stella di sfondo, così come Rho Geminorum C, di dodicesima magnitudine, anch'essa si trova sulla linea di vista ma non è legata ad A.
Rho Geminorum B invece dista 5,4 secondi d'arco dalla principale e dato che ha lo stesso moto proprio della principale è quasi certamente legata alla principale; essendo di 12ª magnitudine, si tratterebbe di una piccola e fredda nana rossa di classe M4 o M5 che ruota attorno ad A in almeno 370 anni, a un distanza media di 60 unità astronomiche da essa.
Rho Gem E, stella variabile di ottava magnitudine di classe K2 V, è posta a grande distanza da A ma essendo alla stessa distanza da noi è anch'essa legata effettivamente al sistema. La distanza reale di E da A è di ben 13.500 UA, ovvero quasi un quarto di anno luce, e impiega oltre un milione di anni per compiere un'orbita attorno alla principale. Da quella distanza, la principale sarebbe solo 15 volte più luminosa di Venere, mentre la componente B avrebbe una magnitudine 0, ovvero come quella di Vega vista dalla Terra.
Non considerando quindi le compagne ottiche, Rho Geminorum appare essere una stella tripla.